# Міст Курусіма-Кайкьо
34°07′16″ пн. ш. 133°00′04″ сх. д. / 34.1211° пн. ш. 133.001° сх. д.
Міст Курусіма-Кайкьо (яп. 来島海峡大橋) — мостовий перехід, що перетинає протоку між островами Сікоку й Осіма (Внутрішнє Японське море), розташований в північній частині міста Імабарі. Є частиною швидкісної автодороги 317 Нішісето (Ономіті — Імабарі) та системи мостів Хонсю-Сікоку.

## Характеристика
1 травня 1999 відкрито для руху в складі швидкісної автодороги, що сполучає місто Імабарі на острові Сікоку (райони Коуратьо, Тікамітьо, Накаборі) й острові Осіма (район Йосіумітьомьо).
Довжина — 4 045 м (960 + 1515 + 1570). Мостовий перехід представлений трьома висячими мостами: Перший Курусіма-Кайкьо, Другий Курусіма-Кайкьо та Третій Курусіма-Кайкьо.
Міст перетинає маленькі острови Ма та Муші. Мостовий перехід має шість веж і чотири несучі опори. Є найдовшим мостовим переходом серед висячих мостів у світі, обігнавши Акасі-Кайкьо на 104 м. Довжина основного прольоту: першого моста — 600 м, другого — 1 020 м, третього — 1 030 м.
Має 4 ряди руху для автомобілів (по два в обидві сторони), 2 ряди для мотоциклів, пішохідні доріжки.